# Heinrich von Tübingen

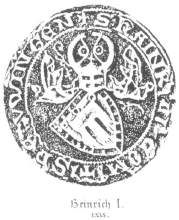
Siegel des Pfalzgrafen Heinrich I. von Tübingen

Graf Heinrich von Tübingen (* um 1118; † 7. April 1167 in Italien an einer Epidemie) gehörte zum Geschlecht der Pfalzgrafen von Tübingen.

## Familie
Er war der dritte Sohn von Hugo I. (= Hugo V. von Nagold, † um 1152), der kurz vor 1146 von den Staufern zum Pfalzgrafen von Tübingen erhoben worden war, und Hemma von Zollern, einer Tochter des Grafen Friedrich I. von Zollern.
Seine Geschwister waren:
- Friedrich, Pfalzgraf von Tübingen 1152–1162[1]
- Hugo II. (1115–1182), Pfalzgraf von Tübingen 1152–1182, ⚭ Gräfin Elisabeth von Bregenz, Erbin von Bregenz, Montfort und Sigmaringen, Tochter von Graf Rudolf von Bregenz
- Adelheid von Tübingen (* um 1120) ⚭ N.N. von Dachau